# اچ‌ام‌اس هاتسپر (۱۸۷۰)
اچ‌ام‌اس هاتسپر (۱۸۷۰) (به انگلیسی: HMS Hotspur (1870)) یک کشتی بود که طول آن ۲۳۵ فوت (۷۲ متر) بود. این کشتی در سال ۱۸۷۰ ساخته شد.